# 加頓 (昆士蘭州)
加頓（Gatton）乃位於澳大利亚昆士兰州南部、鄰近府城布里斯本的一座內陸城鎮，地區人口有6869（2011年）。

## 教育
加頓有昆士蘭大學所設立的分校（UQ Gatton）及附屬農場。